# Luis Peralta
Luis Arturo Peralta Ariño (Fonseca, La Guajira, Colombia, 30 de julio de 1992) es un futbolista colombiano. Juega como delantero y su actual club es Asociación Deportiva Agropecuaria de la Liga 2 del Perú.

## Trayectoria

### Deportes Tolima
Hizo inferiores y su debut profesional en el Deportes Tolima de su país natal. Gracias al entrenador Hernan Torres logra debutar profesionalmente en el año 2007 con tan solo 15 años de edad, se mantendría en el 'vinotinto y oro' hasta 2010 habiendo jugando 12 partidos de primera división y siendo convocado en varias oportunidades a las selecciones menores de Colombia.

### Gimnasia la Plata
Se sumó a Gimnasia y Esgrima La Plata en la categoría Cuarta. Jugó su primer partido con Gimnasia el 20 de marzo de 2012 en la Copa Argentina, donde empataron en 1 frente a Tigre.
Debutó con un gol ante Boca Unidos, marcando luego en el partido siguiente ante Huracán. Luego perdió la titularidad, la que acabó recuperando finalizando el torneo, cerrando el año de titular en su puesto y marcando un gol ante Deportivo Merlo. Otro de sus goles importantes se lo marcó al club San Lorenzo de Almagro, ese partido finalizaría 2 a 1 a favor de su equipo.

### Gimnasia de Jujuy
A mediados del 2014 se incorpora al club Gimnasia de Jujuy de la segunda división del fútbol argentino en forma de préstamo por 18 meses.

### Doxa Katokopias
El 10 de julio es anunciado como refuerzo del Doxa Katokopias de la Primera División de Chipre. El 27 de agosto debuta con gol jugando todo el partido en la derrota 1-3 frente a AEL Limassol.

### Bangu
El 26 de diciembre de 2016 se oficializa como nuevo jugador del Bangu de la Campeonato Brasileño de Serie D y el Campeonato Carioca. Allí compartió plantel con el uruguayo Sebastián Abreu.
Como dato curioso Peralta dio la asistencia con la que Abreu anotará su gol 400 como jugador profesional el día 2 de febrero de 2017..

### Monagas
En junio del 2018 es confirmado como nuevo jugador del Monagas de la Primera División de Venezuela.

### Sport Boys
Para el 2019 ficha por Sport Boys de la Primera División de Perú. Marca su primer gol el 24 de marzo en la caída 3-1 en su visita al Deportivo Municipal, vuelve y marca el 5 de mayo para el empate a un gol contra Universidad San Martin. El 11 de mayo sale como la gran figura del partido en la victoria 3 a 2 sobre Carlos A. Mannucci marcando su primer doblete con el club.
A mediados del 2024 ficha por el Ada de Jaén, equipo con el que jugó 5 partidos y anotó un gol. No logrando clasificar a los play off finales.

## Clubes
| Club                  | País        | Año         |
| --------------------- | ----------- | ----------- |
| Deportes Tolima       | Colombia    | 2007 - 2010 |
| Gimnasia La Plata     | Argentina   | 2011 - 2014 |
| Gimnasia de Jujuy     | Argentina   | 2014 - 2015 |
| Once Caldas           | Colombia    | 2016        |
| Doxa Katokopias       | Chipre      | 2016        |
| Bangu                 | Brasil      | 2017 - 2018 |
| Monagas               | Venezuela   | 2018        |
| Sport Boys            | Perú        | 2019        |
| Valledupar F. C.      | Colombia    | 2020        |
| FAS                   | El Salvador | 2021        |
| Deportivo Llacuabamba | Perú        | 2022        |
| Atlético Marte        | El Salvador | 2022 - 2023 |
| Isidro Metapán        | El Salvador | 2023        |
| Marathón              | Honduras    | 2023 -      |
| Deportivo Mixco       | Guatemala   | 2024        |
| ADA                   | Perú        | 2024 -      |

## Estadísticas
| Club                        | Temporada           | Liga  | Liga  | Copa Nacional | Copa Nacional | Copa Internacional | Copa Internacional | Total | Total | Prom. · |
| Club                        | Temporada           | Part. | Goles | Part.         | Goles         | Part.              | Goles              | Part. | Goles | Prom. · |
| --------------------------- | ------------------- | ----- | ----- | ------------- | ------------- | ------------------ | ------------------ | ----- | ----- | ------- |
| Deportes Tolima · Colombia  | 2007-08             | 5     | 0     | 0             | 0             | -                  | -                  | 5     | 0     | 0,0     |
| Deportes Tolima · Colombia  | 2009                | 4     | 0     | 0             | 0             | -                  | -                  | 4     | 0     | 0,0     |
| Deportes Tolima · Colombia  | 2010                | 3     | 0     | 0             | 0             | -                  | -                  | 3     | 0     | 0,0     |
| Deportes Tolima · Colombia  | Total               | 12    | 0     | 0             | 0             | 0                  | 0                  | 12    | 0     | 0,0     |
| Gimnasia la Plata Argentina | 2011/12             | 0     | 0     | 1             | 0             | -                  | -                  | 1     | 0     | 0,0     |
| Gimnasia la Plata Argentina | 2012/13             | 23    | 3     | 2             | 0             | -                  | -                  | 25    | 2     | 0,08    |
| Gimnasia la Plata Argentina | 2013/14             | 8     | 1     | -             | -             | -                  | -                  | 8     | 1     | 0,12    |
| Gimnasia la Plata Argentina | Total               | 31    | 4     | 3             | 0             | 0                  | 0                  | 34    | 4     | 0,11    |
| Gimnasia de Jujuy Argentina | 2014                | 19    | 3     | 1             | 0             | -                  | -                  | 20    | 3     | 0,15    |
| Gimnasia de Jujuy Argentina | 2015                | 35    | 4     | -             | -             | -                  | -                  | 35    | 4     | 0,11    |
| Gimnasia de Jujuy Argentina | Total               | 54    | 7     | 1             | 0             | 0                  | 0                  | 55    | 7     | 0,12    |
| Once Caldas · Colombia      | 2016                | 12    | 1     | 5             | 1             | -                  | -                  | 17    | 2     | 0,11    |
| Once Caldas · Colombia      | Total               | 12    | 1     | 5             | 1             | 0                  | 0                  | 17    | 2     | 0,11    |
| Doxa Katokopias             | 2016/17             | 12    | 2     | -             | -             | -                  | -                  | 12    | 2     | 0,16    |
| Doxa Katokopias             | Total               | 12    | 2     | 0             | 0             | 0                  | 0                  | 12    | 2     | 0,16    |
| Bangu · Brasil              | 2017                | 5     | 0     | -             | -             | -                  | -                  | 5     | 0     | 0,0     |
| Bangu · Brasil              | 2018                | 2     | 1     | -             | -             | -                  | -                  | 2     | 1     | 0,0     |
| Bangu · Brasil              | Total               | 7     | 1     | 0             | 0             | 0                  | 0                  | 7     | 1     | 0,0     |
| Monagas · Venezuela         | 2018                | 12    | 2     | 1             | 0             | -                  | -                  | 13    | 2     | 0,16    |
| Monagas · Venezuela         | Total               | 12    | 2     | 1             | 0             | 0                  | 0                  | 13    | 2     | 0,16    |
| Sport Boys · Perú           | 2019                | 11    | 4     | -             | -             | -                  | -                  | 11    | 4     | 0,36    |
| Sport Boys · Perú           | Total               | 11    | 4     | 0             | 0             | 0                  | 0                  | 11    | 4     | 0,36    |
| Valledupar F. C. · Colombia | 2020                | 13    | 2     | -             | -             | -                  | -                  | 13    | 2     | 0,15    |
| Valledupar F. C. · Colombia | Total               | 13    | 2     | 0             | 0             | 0                  | 0                  | 13    | 2     | 0,15    |
| FAS · El Salvador           | 2021                | 18    | 5     | -             | -             | -                  | -                  | 18    | 5     | 0,27    |
| FAS · El Salvador           | 2021-22             | 23    | 9     | -             | -             | 2                  | 0                  | 25    | 9     | 0,53    |
| FAS · El Salvador           | Total               | 41    | 14    | 0             | 0             | 2                  | 0                  | 43    | 14    | 0,40    |
| Total en su carrera         | Total en su carrera | 143   | 34    | 10            | 1             | 2                  | 0                  | 155   | 35    | 0,14    |